# Liste antiker Ortsnamen und geographischer Bezeichnungen/In
| Lateinischer Name        | Griechischer Name | Beschreibung                                | Heute                                        | Quellen und Verweise | Lage                 |
| ------------------------ | ----------------- | ------------------------------------------- | -------------------------------------------- | -------------------- | -------------------- |
| Ina                      | Ἴνα (Ina)         | Stadt auf Sizilien                          |                                              | Smith;               |                      |
| Inachorium               |                   |                                             |                                              | Smith;               |                      |
| Inachus                  |                   |                                             |                                              | Smith;               |                      |
| Inarime                  |                   |                                             |                                              | Smith;               |                      |
| Inatus                   |                   |                                             |                                              | Smith;               |                      |
| Incairus                 |                   |                                             |                                              | Smith;               |                      |
| Incriones                |                   |                                             |                                              | Smith;               |                      |
| Indaprathae              |                   |                                             |                                              | Smith;               |                      |
| India                    | Ἰνδία (India)     | (westliches) Indien                         |                                              | Smith;               |                      |
| Indicus Oceanus          |                   |                                             |                                              | Smith;               |                      |
| Indigetes                |                   |                                             |                                              | Smith;               |                      |
| Indoscythia              |                   |                                             |                                              | Smith;               |                      |
| Indus                    | Ἰνδός (Indos)     | Fluss in Karien                             | Dalaman Çayı im Südwesten der Türkei         | Smith;               |                      |
| Indus                    | Ἰνδός (Indos)     | großer Strom des indischen Subkontinents    | Indus                                        | Smith;               |                      |
| Industria                |                   | Stadt in Ligurien                           | Monteu da Po in der Provinz Turin in Italien | Smith;               |                      |
| Inessa                   |                   | siehe Ae                                    |                                              |                      |                      |
| Inferum Mare             |                   |                                             |                                              | Smith;               |                      |
| Ingaevones               |                   |                                             |                                              | Smith;               |                      |
| Ingauni                  |                   |                                             |                                              | Smith;               |                      |
| Ingena                   |                   |                                             |                                              | Smith;               |                      |
| Inicerum                 |                   |                                             |                                              | Smith;               |                      |
| Inopus                   |                   |                                             |                                              | Smith;               |                      |
| Insani Montes            |                   |                                             |                                              | Smith;               |                      |
| Insubres                 |                   |                                             |                                              | Smith;               |                      |
| Insula Allobrogum        |                   | Ort in Gallia Narbonensis                   |                                              | Smith;               |                      |
| Insura                   |                   |                                             |                                              | Smith;               |                      |
| Intelene                 |                   |                                             |                                              | Smith;               |                      |
| Intemelii                |                   |                                             |                                              | Smith;               |                      |
| Interamna                |                   |                                             |                                              | Smith;               |                      |
| Interamnesia             |                   |                                             |                                              | Smith;               |                      |
| Interamnium              |                   |                                             |                                              | Smith;               |                      |
| Intercatia               |                   |                                             |                                              | Smith;               |                      |
| Intercisa                |                   | römisches Militärlager in Pannonia inferior | Dunaújváros in Ungarn                        |                      | 46° 59′ N, 18° 56′ O |
| Intercisa, Petra Pertusa |                   | Straßenstation der Via Flaminia             | in der Furlo-Schlucht (Gola del Furlo)       | Smith;               |                      |
| Internum Mare            |                   |                                             |                                              | Smith;               |                      |
| Interocrea               |                   |                                             |                                              | Smith;               |                      |
| Interpromium             |                   |                                             |                                              | Smith;               |                      |
| Intibili                 |                   |                                             |                                              | Smith;               |                      |
| Inui Castrum             |                   |                                             |                                              | Smith;               |                      |
| Inycum                   |                   |                                             |                                              | Smith;               |                      |